# هايل علي المذابي
هايل علي أحمد المذابي (12 مايو 1983-)، كاتب يمني من مواليد صنعاء. درس الأدب العربي بقسم اللغة العربية بكلية الآداب جامعة صنعاء من عام 2003 إلى 2007، وحصل على دبلوم مونتاج وصناعة أفلام من المركز الثقافي الروسي في القاهرة عام 2018. حصل على جائزة رئيس الجمهورية في القصة عام 2009 عن مجموعته الأولى «مدينة من الشمع»، وجائزة النعمان الدولية في فن القصة عام 2011، وهو عضو فياتحاد الأدباء والكتاب اليمنيين ونادي القصة اليمني.

## السيرة الشخصية
يعمل هايل المذاهبي كإداري ومحرر ثقافي في مجلة الإكليل التابعة لوزارة الثقافة اليمنية منذ عام 2012، وكاتب في الهيئة العربية للمسرح في الشارقة منذ عام 2013، عمل كرئيس تحرير مجلة الفن والأدب السمعية البصرية في الفترة من 2016 إلى 2017، ومشرف مجلة البيئة والتنمية بمركز التوعية البيئية بصنعاء عام 2008، ومحرر صحفي بصحيفة الغد اليمنية عام 2009، ومحرر صفحة أدب اليومية في صحيفة اليمن اليوم بين عامي 2012 و2014. وعمل مترجم ومحرر اخباري في صحيفة اليمن اليوم في الفترة بين 2013 إلى 2014، ومحرر ومراسل ومشرف على موقع وصحيفة غربة نيوز الولايات المتحدة في نيويورك في الفترة بين 2011 و2013، ومراسل شبكة مساواة للتربية المدنية وحقوق الإنسان منذ عام 2009. يكتب في صحيفة الثورة اليمنية، والجمهورية اليمنية، والقدس العربي، والعرب اللندنية، والعراقية الأسترالية (سيدني). حصل على شهادة من أدوبي الأمريكية في إجادة العمل على برنامج بريمير أدوبي في عام 2018.

## المؤلفات

### كتب

#### الروايات
- ذكريات مفقودة، دار عبادي للنشر والتوزيع، 103 صفحة، 2006.[3]
- فات مان، دار عبادي للنشر والتوزيع، 102 صفحة، 2013.[4]

#### قصص
- مدينة من الشمع (مجموعة قصصية)، الأمانة العامة لجوائز رئيس الجمهورية - حروف منثورة للنشر الإليكترونى، 96 صفحة، 2011.[5]
- سفر الحديقة (مجموعة قصصية)، الأمانة العامة لجوائز رئيس الجمهورية، 67 صفحة، 2014.[6]

#### الشعر
- مائيات (ديوان شعر)، 2007.

#### نقد
- السُلطة العليا - إعادة تصميم الذات (نقد، تنمية، فكر)، دار اليازوري الأردن - دار نور للنشر، ألمانيا، 105 صفحة، 2017.[7]

- المثاقفة بين العرب وأوروبا، دار دروب ثقافية للنشر والتوزيع، 2018

- المصعد في نقد المسرح، دروب ثقافية للنشر والتوزيع، 2019.[8]

### إلكتروني
- المصعد في نقد الشعر (قراءات نقدية في نماذج شعرية عربية حديثة )، حروف منثورة للنشر الإلكتروني، 120 صفحة، 2015.[9]

- الأخضر (بحث علمي وطبي)، حروف منثورة للنشر الإلكتروني، 2015.[10]

- الثيمات النفسية والفلسفية في ديوان أساور البنفسج، حروف منثورة، 2015.[11]

- الدخان المتصاعد من مصنع الأسبرين سبب صداع المدينة (ديوان شعر)، دار تجمع المعرفيين الأحرار، 2020.
- مسرح شباب الربيع وما بعده في اليمن (نقد مسرحي)، موقع حروف منثورة للنشر الإلكتروني، 75 صفحة، 2015.[12]

### المسرح
- الأكثر مبيعاً في العالم (مسرحية ساخرة)، دار حروف منثورة للنشر الإلكتروني، 2015 – 2016.

- علم المطبولوجيا (مسرحية ساخرة)، دار حروف منثورة للنشر الإلكتروني، 2015 – 2016.

- العربة (مسرحية درامية)، دار كتابات جديدة، 2016.

## الجوائز
- جائزة رئيس الجمهورية في القصة عن مجموعة «مدينة من الشمع»، 2009[13]
- جائزة النعمان الدولية في لبنان، 2011.[14]
- جائزة جامعة صنعاء في فن المقال 2005–06.
- جائزة رئيس الجمهورية للآداب والفنون للمبدعين الشباب في فن القصة على مستوى أمانة صنعاء، 2007.
- جائزة الدكتور الشاعر عبد العزيز المقالح للإبداع الأدبي في فن القصة 2012–13.
- جائزة علي أحمد باكثير للإبداع في فن القصة، القاهرة، 2014–15.
- جائزة مؤسسة صدانا للسلام في فن المقالة، 2016.
- جائزة أفضل عرض مسرحي متكامل عن مسرحيته «ميس»، مهرجان المسرح الوطني عدن الدورة الأولى، 2018–19.